# Lukas Lerager
Lukas Reiff Lerager (Gladsaxe, 12 luglio 1993) è un calciatore danese, centrocampista del Copenaghen.

## Caratteristiche tecniche
Di ruolo centrocampista, è bravo negli inserimenti in fase offensiva.

## Carriera

### Club
Lerager approda al Zulte Waregem nel luglio 2016, dopo aver trascorso i tre anni precedenti al Viborg conditi da una retrocessione al suo secondo anno dalla Superligaen e la conseguente promozione l'anno successivo. Con la squadra belga conquista la coppa nazionale al primo anno.
Il 12 giugno 2017 è annunciato il suo passaggio al Bordeaux per 3,5 milioni di euro. Firma un contratto quadriennale con il club francese.

#### Genoa e prestito al Copenhagen
Il 29 gennaio 2019 viene ingaggiato in prestito con diritto di riscatto dal club italiano del Genoa. Debutta in serie A subito il 3 febbraio successivo, nella partita interna col Sassuolo, pareggiata 1-1. Il 10 febbraio seguente trova la sua prima rete, nel pareggio per 1-1 sul campo del Bologna. Scendendo in campo in occasione della partita contro il Torino del 20 aprile raggiunge le 11 presenze in maglia rossoblù, condizione che fa scattare l'obbligo di riscatto a fine stagione. Impiegato frequentemente nel centrocampo rossoblù dal tecnico Prandelli, chiude la stagione con 14 presenze e 1 gol.
La stagione successiva parte subito titolare nel centrocampo del nuovo tecnico Aurelio Andreazzoli ed esordisce il 16 agosto in Coppa Italia contro l'Imolese e il 25 in campionato all'Olimpico contro la Roma. Rientrato da un lungo infortunio, il 23 luglio decide il derby della Lanterna con un gol che permette ai rossoblù di tornare alla vittoria nella stracittadina dopo 4 anni.
Nella prima metà della stagione 2020-2021 segna nuovamente nel derby, vinto per 3-1 in Coppa Italia, del 25 novembre; tuttavia il 1º febbraio 2021 passa in prestito con obbligo di riscatto al Copenhagen. Quì si segnala soprattutto nell'edizione 2023-2024 della UEFA Champions League: segna tre reti nella fase a gironi, e soprattutto quella decisiva al Galatasaray il 12 dicembre 2023, che vale la qualificazione dopo 13 anni dei danesi agli ottavi di finale, nella stessa gara viene anche espulso.

### Nazionale
Ha giocate con le Nazionale giovanili danesi dall'Under-18 all'Under-21, per poi esordire con la nazionale maggiore il 6 giugno 2017 in amichevole contro la Germania.
Viene convocato per i Mondiali 2018, in cui gioca solo i minuti di recupero nello 0-0 contro la Francia.
Il 16 ottobre 2018 segna la sua prima rete in Nazionale (alla sesta presenza complessiva) segnando il primo goal nella vittoria in amichevole contro l'Austria per 2-0.

## Statistiche

### Presenze e reti nei club
Statistiche aggiornate al 13 dicembre 2023.
| Stagione          | Squadra           | Campionato        | Campionato | Campionato | Coppe nazionali | Coppe nazionali | Coppe nazionali | Coppe continentali | Coppe continentali | Coppe continentali | Altre coppe | Altre coppe | Altre coppe | Totale | Totale |
| Stagione          | Squadra           | Comp              | Pres       | Reti       | Comp            | Pres            | Reti            | Comp               | Pres               | Reti               | Comp        | Pres        | Reti        | Pres   | Reti   |
| ----------------- | ----------------- | ----------------- | ---------- | ---------- | --------------- | --------------- | --------------- | ------------------ | ------------------ | ------------------ | ----------- | ----------- | ----------- | ------ | ------ |
| 2010-2011         | AB                | 1D                | 4          | 0          | -               | -               | -               | -                  | -                  | -                  | -           | -           | -           | 4      | 0      |
| 2011-2012         | AB                | 1D                | 18         | 2          | CD              | 0               | 0               | -                  | -                  | -                  | -           | -           | -           | 18     | 2      |
| 2012-2013         | AB                | 1D                | 26         | 1          | CD              | 0               | 0               | -                  | -                  | -                  | -           | -           | -           | 26     | 1      |
| Totale AB         | Totale AB         | Totale AB         | 48         | 3          |                 | 0               | 0               |                    |                    |                    |             | -           | -           | 48     | 3      |
| 2013-2014         | Viborg            | SL                | 19         | 0          | CD              | 0               | 0               | -                  | -                  | -                  | -           | -           | -           | 19     | 0      |
| 2014-2015         | Viborg            | 1D                | 17         | 1          | CD              | 1               | 0               | -                  | -                  | -                  | -           | -           | -           | 18     | 1      |
| 2015-2016         | Viborg            | SL                | 31         | 0          | CD              | 2               | 1               | -                  | -                  | -                  | -           | -           | -           | 33     | 1      |
| Totale Viborg     | Totale Viborg     | Totale Viborg     | 67         | 1          |                 | 3               | 1               |                    |                    |                    |             | -           | -           | 70     | 2      |
| 2016-2017         | Zulte Waregem     | D1                | 29+10      | 6+0        | CB              | 5               | 0               | -                  | -                  | -                  | -           | -           | -           | 44     | 6      |
| 2017-2018         | Bordeaux          | L1                | 37         | 3          | CF+CdL          | 1+1             | 0+0             | UEL                | 1                  | 0                  | -           | -           | -           | 40     | 3      |
| 2018-gen. 2019    | Bordeaux          | L1                | 18         | 0          | CF+CdL          | 0+1             | 0+0             | UEL                | 5+4                | 0+0                | -           | -           | -           | 28     | 0      |
| Totale Bordeaux   | Totale Bordeaux   | Totale Bordeaux   | 55         | 3          |                 | 3               | 0               |                    | 10                 | 0                  |             | -           | -           | 68     | 3      |
| gen.-giu. 2019    | Genoa             | A                 | 14         | 1          | CI              | -               | -               | -                  | -                  | -                  | -           | -           | -           | 14     | 1      |
| 2019-2020         | Genoa             | A                 | 21         | 1          | CI              | 1               | 0               | -                  | -                  | -                  | -           | -           | -           | 22     | 1      |
| 2020-gen. 2021    | Genoa             | A                 | 16         | 0          | CI              | 2               | 1               | -                  | -                  | -                  | -           | -           | -           | 18     | 1      |
| Totale Genoa      | Totale Genoa      | Totale Genoa      | 51         | 2          |                 | 3               | 1               |                    | -                  | -                  |             | -           | -           | 54     | 3      |
| gen.-giu. 2021    | Copenaghen        | SL                | 17         | 4          | CD              | 0               | 0               | UEL                | 0                  | 0                  | -           | -           | -           | 17     | 4      |
| 2021-2022         | Copenaghen        | SL                | 19+10      | 4+2        | CD              | 1               | 0               | UECL               | 13                 | 3                  | -           | -           | -           | 43     | 9      |
| 2022-2023         | Copenaghen        | SL                | 22+8       | 6          | CD              | 6               | 0               | UEL                | 8                  | 1                  | -           | -           | -           | 44     | 7      |
| 2023-2024         | Copenaghen        | SL                | 16         | 2          | CD              | 2               | 2               | UCL                | 12                 | 3                  | -           | -           | -           | 30     | 7      |
| Totale Copenaghen | Totale Copenaghen | Totale Copenaghen | 74+18      | 18         |                 | 9               | 2               |                    | 33                 | 7                  |             | -           | -           | 134    | 27     |

### Cronologia presenze e reti in nazionale
| Cronologia completa delle presenze e delle reti in nazionale ― Danimarca | Cronologia completa delle presenze e delle reti in nazionale ― Danimarca | Cronologia completa delle presenze e delle reti in nazionale ― Danimarca | Cronologia completa delle presenze e delle reti in nazionale ― Danimarca | Cronologia completa delle presenze e delle reti in nazionale ― Danimarca | Cronologia completa delle presenze e delle reti in nazionale ― Danimarca | Cronologia completa delle presenze e delle reti in nazionale ― Danimarca | Cronologia completa delle presenze e delle reti in nazionale ― Danimarca |
| Data                                                                     | Città                                                                    | In casa                                                                  | Risultato                                                                | Ospiti                                                                   | Competizione                                                             | Reti                                                                     | Note                                                                     |
| ------------------------------------------------------------------------ | ------------------------------------------------------------------------ | ------------------------------------------------------------------------ | ------------------------------------------------------------------------ | ------------------------------------------------------------------------ | ------------------------------------------------------------------------ | ------------------------------------------------------------------------ | ------------------------------------------------------------------------ |
| 6-6-2017                                                                 | Brøndby                                                                  | Danimarca                                                                | 1 – 1                                                                    | Germania                                                                 | Amichevole                                                               | -                                                                        | 65’                                                                      |
| 1-9-2017                                                                 | Copenaghen                                                               | Danimarca                                                                | 4 – 0                                                                    | Polonia                                                                  | Qual. Mondiali 2018                                                      | -                                                                        | 82’                                                                      |
| 22-3-2018                                                                | Brøndby                                                                  | Danimarca                                                                | 1 – 0                                                                    | Panama                                                                   | Amichevole                                                               | -                                                                        | 64’                                                                      |
| 9-6-2018                                                                 | Brøndby                                                                  | Danimarca                                                                | 2 – 0                                                                    | Messico                                                                  | Amichevole                                                               | -                                                                        | 62’                                                                      |
| 26-6-2018                                                                | Mosca                                                                    | Danimarca                                                                | 0 – 0                                                                    | Francia                                                                  | Mondiali 2018 - 1º turno                                                 | -                                                                        | 90+1’                                                                    |
| 16-10-2018                                                               | Herning                                                                  | Danimarca                                                                | 2 – 0                                                                    | Austria                                                                  | Amichevole                                                               | 1                                                                        |                                                                          |
| 16-11-2018                                                               | Cardiff                                                                  | Galles                                                                   | 1 – 2                                                                    | Danimarca                                                                | UEFA Nations League 2018-2019 - 1º turno                                 | -                                                                        | 79’                                                                      |
| 19-11-2018                                                               | Aarhus                                                                   | Danimarca                                                                | 0 – 0                                                                    | Irlanda                                                                  | UEFA Nations League 2018-2019 - 1º turno                                 | -                                                                        | 46’                                                                      |
| 21-3-2019                                                                | Pristina                                                                 | Kosovo                                                                   | 2 – 2                                                                    | Danimarca                                                                | Amichevole                                                               | -                                                                        | 60’                                                                      |
| 15-10-2019                                                               | Aalborg                                                                  | Danimarca                                                                | 4 – 0                                                                    | Lussemburgo                                                              | Amichevole                                                               | -                                                                        | 46’                                                                      |
| Totale                                                                   |                                                                          | Presenze                                                                 | 10                                                                       |                                                                          | Reti                                                                     | 1                                                                        |                                                                          |

## Palmarès

### Club

#### Competizioni nazionali
- Coppa del Belgio: 1

Zulte Waregem: 2016-2017
- Campionato danese: 3

Copenhagen: 2021-2022, 2022-2023,  2024-2025
- Coppa di Danimarca: 2

Copenhagen: 2022-2023, 2024-2025